# Mario Cipollini
Mario Cipollini (Lucca, 22 marzo 1967) è un ex ciclista su strada italiano con caratteristiche da velocista.
Professionista dal 1989 al 2005 con una breve parentesi nel 2008, è considerato uno dei migliori velocisti di tutti i tempi essendo stato il dominatore negli arrivi in volata durante tutti gli anni novanta e l'inizio degli anni 2000. In carriera ha vinto 189 corse tra cui un campionato del mondo, una Milano-Sanremo, tre Gand-Wevelgem, quarantadue tappe al Giro d'Italia (record), dodici al Tour de France (più una cronosquadre) e tre alla Vuelta a España, aggiudicandosi per tre volte anche la classifica a punti al Giro d'Italia. Dopo Francesco Moser e Giuseppe Saronni è il ciclista italiano con più vittorie in carriera.
Soprannominato Re Leone e Super Mario sia per la maestosità e potenza dei suoi sprint che per la folta chioma di capelli, fece parlare di sé anche per l'abbigliamento di gara a volte eccentrico (su tutti il body integrale rappresentante le fasce muscolari umane indossato durante il cronoprologo del Giro d'Italia 2001) e per alcune polemiche relative al mondo del ciclismo professionistico.

## Carriera

### Gli esordi
È il secondogenito di Vivaldo Cipollini e Alfreda Pracchia. Il padre in gioventù era un corridore amatoriale.
Fratello minore di Cesare Cipollini, ciclista classe 1958 e professionista dal 1978, crebbe a San Giusto di Compito, frazione di Capannori. Nelle categorie giovanili ottenne novantotto vittorie, tra cui nel 1985 il titolo mondiale Juniores nella cronometro a squadre.

### 1989-2002: il professionismo e l'affermazione

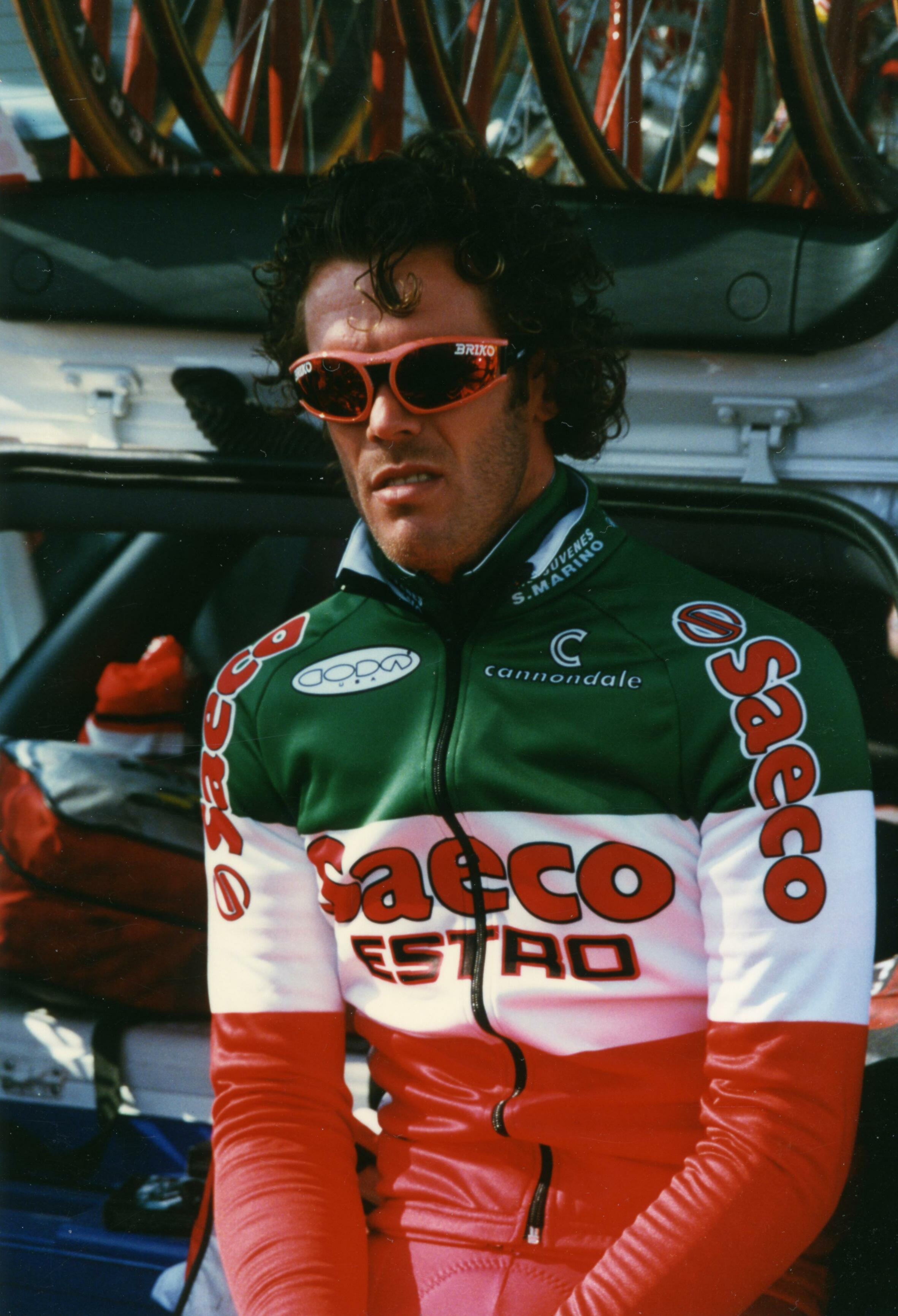
Cipollini in maglia Saeco alla Parigi-Nizza 1997

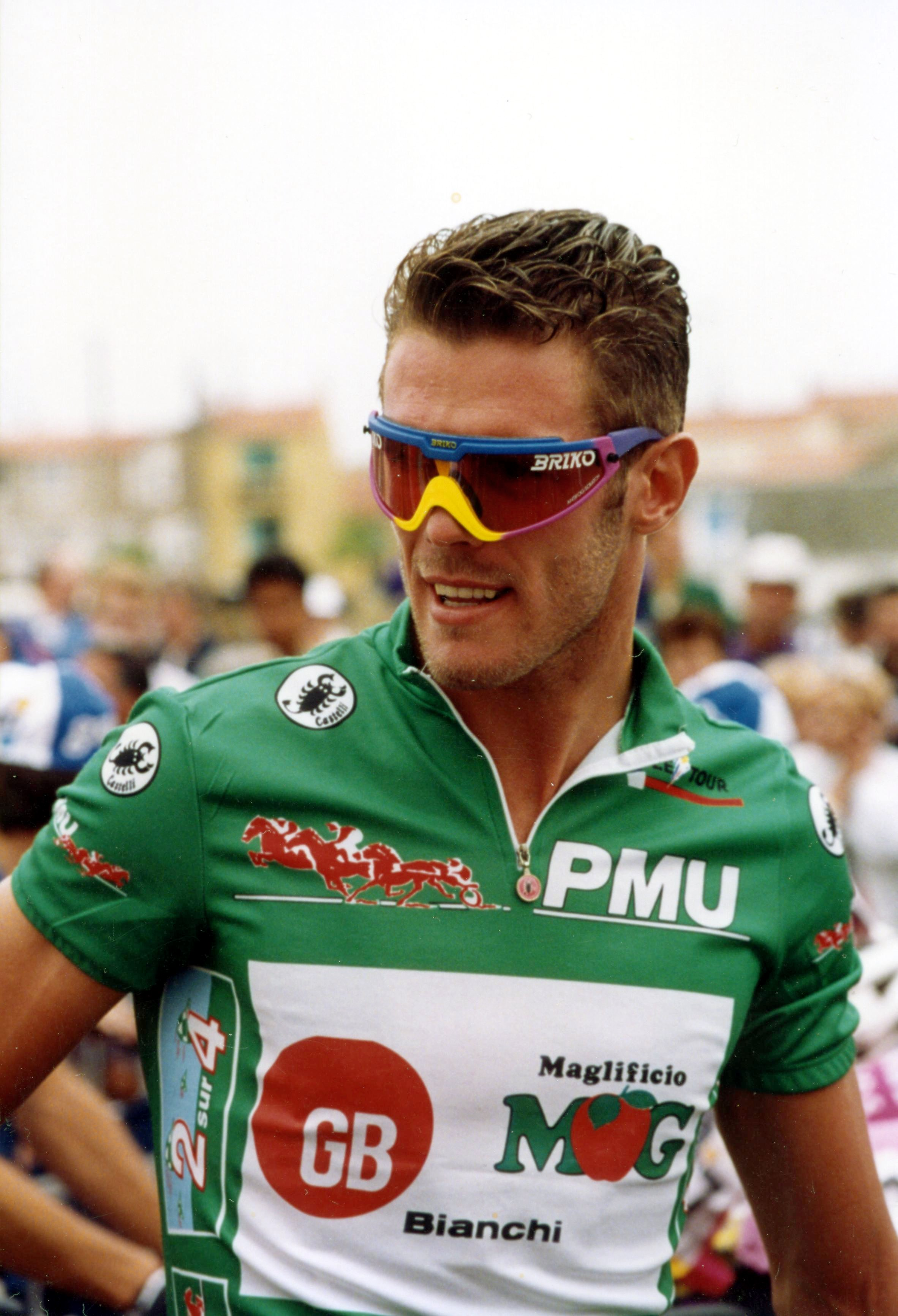
Cipollini in maglia verde nel 1993

Passò professionista nel 1989 con la Del Tongo di Paolo Abetoni. Ottenne il primo successo da pro il 20 aprile di quell'anno, a Rutigliano, nella terza tappa del Giro di Puglia davanti ad Adriano Baffi; in stagione si aggiudicò cinque corse, tre tappe nella corsa pugliese, la frazione con arrivo a Mira al Giro d'Italia e un circuito a Firenze. Nel 1992, con la chiusura della Del Tongo, passò con nove ex compagni e alcuni tecnici alla nuova formazione italo-belga GB-MG Maglificio. Nel 1994 venne quindi messo sotto contratto dalla Mercatone Uno-Medeghini diretta da Antonio Salutini; durante la stagione per una gravissima caduta fu però costretto a rinunciare sia al Giro d'Italia che al Tour de France. Nel 1996, con la maglia della nuova Saeco, si laureò campione italiano in linea.
Nel corso della sua lunga carriera ha collezionato 189 successi: tra le prove in linea spiccano la vittoria al campionato del mondo 2002 a Zolder, battendo Robbie McEwen e Erik Zabel con la media più alta mai realizzata in una prova in linea iridata (46,583 km/h), e quelle alla Milano-Sanremo nel 2002, alla Gand-Wevelgem nel 1992, 1993 e 2002 (tre successi, record), alla E3 Harelbeke nel 1993 e allo Scheldeprijs nel 1991 e 1993. Nei tre Grandi Giri vanta 57 vittorie complessive, a pochi passi dal record di Eddy Merckx (65), 42 al Giro d'Italia, 12 al Tour de France e 3 alla Vuelta a España.

Cipollini vincitore alla Milano-Sanremo 2002

Al Giro d'Italia vinse 42 frazioni, record assoluto della corsa, tutte in volata: una nel 1989, due nel 1990, tre nel 1991, quattro nel 1992, due nel 1995, quattro nel 1996, cinque nel 1997, quattro nel 1998 e nel 1999, una nel 2000, quattro nel 2001, sei nel 2002 (record per lui in un singolo Giro, con successi sui traguardi di Münster, Esch-sur-Alzette, Caserta, Conegliano, Brescia e Milano) e due nel 2003. La 42ª e ultima vittoria arrivò il 19 maggio 2003 a Montecatini Terme: il precedente record, di 41 vittorie, resisteva dagli anni trenta e apparteneva ad Alfredo Binda. Ai successi di tappa al Giro si aggiungono i cinque giorni in maglia rosa, due nel 1997, uno nel 1999, uno nel 2000 e uno nel 2002, e le tre vittorie nella classifica a punti della corsa, nel 1992, 1997 e 2002.
Al Tour de France ottenne dodici vittorie di tappa, record per un italiano ex aequo con Gino Bartali, vestendo anche la maglia gialla per sei giorni, due nel 1993 e quattro nel 1997. Il suo apice al Tour lo raggiunse nel 1999, quando trionfò in ben quattro tappe consecutive (Blois, Amiens, Maubeuge e Thionville), sfiorando il record assoluto del lussemburghese François Faber che nel 1909 arrivò a cinque. Proprio nella frazione con arrivo a Blois, il 7 luglio 1999, vinse con il record di velocità per una tappa in linea di un Grande Giro, 50,355 km/h. Il Tour gli riservò anche delle delusioni, come l'esclusione della sua squadra dall'elenco delle squadre partecipanti per le edizioni del 2001, 2002 e 2003. Alla Vuelta a España vinse tre frazioni, tutte nell'edizione 2002.

### 2003-2008: gli ultimi anni
Dopo il 2002, in concomitanza con l'esplosione agonistica di un altro grande velocista, Alessandro Petacchi, ottenne sempre meno successi. Nel 2003 una rovinosa caduta a poche centinaia di metri dal traguardo della tappa di San Donà di Piave lo costrinse al ritiro dal Giro d'Italia. Tornò al Giro d'Italia 2004, ma un'altra volta cadde in volata. Il 7 maggio 2005, a dieci giorni dall'inizio del Giro d'Italia, annunciò il ritiro dalle competizioni; si presentò però per un'ultima passerella alla partenza del Giro, a Reggio Calabria, correndo per ultimo nel cronoprologo della corsa.
All'inizio del 2008, a più di due anni dal primo ritiro, annunciò la firma di un contratto per tornare a correre con la formazione statunitense Rock Racing: gareggiò in febbraio al Tour of California, dove giunse terzo in volata nella terza tappa alle spalle di Tom Boonen e di Heinrich Haussler, ma già in marzo interruppe consensualmente il contratto per ritirarsi definitivamente dalle corse.

### Caso doping
Nel febbraio 2013, sono emerse notizie secondo cui Cipollini avrebbe potuto essere un cliente del dottor Eufemiano Fuentes dal 2001 al 2004. Un rapporto pubblicato dal quotidiano italiano Gazzetta dello Sport ha affermato che il nome in codice di Cipollini fosse "Maria" e che avesse ricevuto vari prodotti dopanti, inclusa l'iniezione di 25 sacche di sangue dall'inizio del 2003 fino all'inizio del Giro d'Italia di maggio. Con un comunicato, l'avvocato di Cipollini ha negato categoricamente le accuse: "I documenti pubblicati non fanno riferimento a lui in alcun modo. Il numero di fax sulla tabella incriminata che, secondo la ricostruzione giornalistica condurrebbe a Cipollini, non è un numero di fax, ma un numero di telefono che non è registrato a nome del mio cliente".
Il suo nome era nella lista dei test antidoping pubblicata dal Senato francese il 24 luglio 2013, che includeva i campioni raccolti durante il Tour de France 1998 e risultati positivi all'EPO quando ritestati nel 2004.

## Attività extra-ciclistiche
Personaggio anche mediatico, è stato protagonista di un breve cameo nel film del 1999 di Giorgio Panariello Bagnomaria. Nel 2005 partecipa alla seconda edizione del programma di Rai 1 Ballando con le stelle. Nel 2015 prende parte come concorrente alla seconda edizione del programma Si può fare! condotto da Carlo Conti su Rai 1. Nel 2006 è stato inoltre uno degli otto atleti italiani portatori della bandiera olimpica nel corso della cerimonia di chiusura dei Giochi olimpici invernali a Torino.
Alcuni anni dopo il ritiro ha intrapreso la carriera di costruttore di biciclette da corsa dapprima da solo con il proprio marchio Cipollini poi cedendolo alla DMT che continua la costruzione di biciclette col marchio MCipollini.

## Controversie
Dopo essere stato denunciato dalla ex moglie Sabrina Landucci nel 2017, è stato imputato dei reati di lesioni, maltrattamenti e minacce e condannato a tre anni di detenzione da una sentenza del Tribunale di Lucca dell'ottobre 2022. La condanna è intervenuta anche per le minacce nei confronti del compagno di lei, l'ex calciatore Silvio Giusti. Il giudice ha anche deciso la condanna al pagamento di 80 mila euro alla ex moglie e 5 mila euro a Silvio Giusti.

## Palmarès

### Strada
- 1987 (G.S. Bottegone, dilettanti)

Classifica generale Regio-Tour
Ruota d'Oro-Festa del Perdono
- 1988 (G.S. Bottegone, dilettanti)

Trofeo Città di Castelfidardo
Coppa Bruno Nazzi
- 1989 (Del Tongo, quattro vittorie)

3ª tappa Giro di Puglia (Apricena > Rutigliano)
4ª tappa Giro di Puglia (Martina Franca > Taranto)
5ª tappa Giro di Puglia (Crispiano > Martina Franca)
12ª tappa Giro d'Italia (Mantova > Mira)
- 1990 (Del Tongo, sette vittorie)

3ª tappa Driedaagse De Panne - Koksijde (De Panne > De Panne)
2ª tappa Giro di Puglia (Manfredonia > Bitonto)
5ª tappa Giro di Puglia (Martina Franca > Martina Franca)
Milano-Vignola
13ª tappa Giro d'Italia (Baselga di Piné > Udine)
20ª tappa Giro d'Italia (Milano > Milano)
Millemetri del Corso di Mestre
- 1991 (Del Tongo, tredici vittorie)

1ª tappa Étoile de Bessèges (Nîmes > Vauvert)
3ª tappa Étoile de Bessèges (Aramon > Aramon)
4ª tappa Settimana Ciclistica Internazionale (Siracusa > Messina)
5ª tappa Settimana Ciclistica Internazionale (Tindari > Terme Vigliatore)
Trofeo dell'Etna
2ª tappa Driedaagse De Panne - Koksijde (Herzele > Oostduikerke)
Grote Scheldeprijs
3ª tappa Giro d'Italia (Sassari > Cagliari)
7ª tappa Giro d'Italia (Rieti > Città di Castello)
21ª tappa Giro d'Italia (Pavia > Milano)
2ª tappa Giro di Puglia (Lucera > Bari)
4ª tappa Giro di Puglia (Taranto > Tricase)
Millemetri del Corso di Mestre
- 1992 (GB, quindici vittorie)

2ª tappa Étoile de Bessèges (Le Vigan)
1ª tappa Parigi-Nizza (Gien > Nevers)
2ª tappa Parigi-Nizza (Nevers > Roanne)
4ª tappa Parigi-Nizza (Miramas > Marsiglia)
2ª tappa Driedaagse De Panne - Koksijde (Herzele > Koksijde)
Gand-Wevelgem
1ª tappa Quatre Jours de Dunkerque (Dunkerque > Dunkerque)
3ª tappa Quatre Jours de Dunkerque (Laon > Valenciennes)
6ª tappa Quatre Jours de Dunkerque (Bray-Dunes > Dunkerque)
5ª tappa Giro d'Italia (Sansepolcro > Porto Sant'Elpidio)
8ª tappa Giro d'Italia (Melfi > Aversa)
17ª tappa Giro d'Italia (Sondrio > Vercelli)
21ª tappa Giro d'Italia (Verbania > Vigevano)
1ª tappa Giro di Puglia (Barletta > San Paolo di Civitate)
3ª tappa Giro di Puglia (Cerignola > Crispiano)
- 1993 (GB, dieci vittorie)

3ª tappa Tour Méditerranéen (Hyères > Marignane)
4ª tappa Tour Méditerranéen (Arles > Béziers)
1ª tappa Parigi-Nizza (Meung-sur-Loire > Nevers)
4ª tappa Parigi-Nizza (Saint-Étienne > Vaison-la-Romaine)
5ª tappa Parigi-Nizza (Sarrians > Marsiglia)
E3 Prijs Harelbeke
Gand-Wevelgem
Grote Scheldeprijs
1ª tappa Tour de France (Luçon > Les Sables-d'Olonne)
Memorial Rik Van Steenbergen
- 1994 (Mercatone Uno, sei vittorie)

4ª tappa Tour Méditerranéen (Pierrefeu > Antibes)
6ª tappa Tour Méditerranéen (Le Canet Rocheville > Hyères)
5ª tappa Settimana Ciclistica Internazionale (Agrigento > Ravanusa)
1ª tappa Parigi-Nizza (Fontenay-sous-Bois > Orléans)
6ª tappa Parigi-Nizza (Beaumes-de-Venise > Marsiglia)
Millemetri del Corso di Mestre
- 1995 (Mercatone Uno, diciassette vittorie)

2ª tappa Tour Méditerranéen (Mauguio > Berre-l'Étang)
3ª tappa Tour Méditerranéen (Berre-l'Étang > Juan-les-Pins)
4ª tappa, 1ª semitappa Tour Méditerranéen (Saint-Laurent-du-Var > Hyères)
Montecarlo-Alassio
Trofeo Luis Puig
4ª tappa Volta a la Comunitat Valenciana (Alcalà de Xivert > Benicasim)
5ª tappa Volta a la Comunitat Valenciana (Castellón de la Plana > Castellón de la Plana)
2ª tappa Tour de Romandie (Delémont > Villeneuve)
5ª tappa Tour de Romandie (Avenches > Ginevra)
1ª tappa Giro d'Italia (Perugia > Terni)
3ª tappa Giro d'Italia (Spoleto > Marotta)
2ª tappa Volta Ciclista a Catalunya (Manresa > Torredembarra)
3ª tappa Volta Ciclista a Catalunya (Torredembarra > Barcellona)
5ª tappa Volta Ciclista a Catalunya (Taüll > Lleida)
2ª tappa Tour de France (Perros-Guirec > Vitré)
4ª tappa Tour de France (Alençon > Le Havre)
Millemetri del Corso di Mestre
- 1996 (Saeco, diciassette vittorie)

4ª tappa, 1ª semitappa Tour Méditerranéen (Cannes > Hyères)
2ª tappa Volta a la Comunitat Valenciana (Calp > Jávea)
5ª tappa, 1ª semitappa Volta a la Comunitat Valenciana (La Vall d'Uixó > Valencia)
3ª tappa Vuelta a Aragón (Aínsa-Sobrarbe > Borja)
5ª tappa Vuelta a Aragón (Tarragona > Saragozza)
3ª tappa Tour de Romandie (Bulle >Martigny)
5ª tappa, 1ª semitappa Tour de Romandie (Les Diablerets > Orbe)
6ª tappa Tour de Romandie (Orbe > Ginevra)
4ª tappa Giro d'Italia (Ostuni > Ostuni)
8ª tappa Giro d'Italia (Polla > Napoli)
11ª tappa Giro d'Italia (Prato > Marina di Massa)
18ª tappa Giro d'Italia (Meda > Vicenza)
2ª tappa Volta Ciclista a Catalunya (Torrelavit > Barcellona)
5ª tappa Volta Ciclista a Catalunya (Bagnères-de-Luchon > Lleida)
Campionati italiani, Prova in linea
2ª tappa Tour de France ('s-Hertogenbosch > Wasquehal)
- 1997 (Saeco, quindici vittorie)

1ª tappa Tour Méditerranéen (Béziers > La Grande-Motte)
2ª tappa, 1ª semitappa Tour Méditerranéen (Arles > Rognac)
1ª tappa Volta a la Comunitat Valenciana (Elche > Elche)
2ª tappa Vuelta a Aragón (Alcorisa > Binéfar)
4ª tappa, 1ª semitappa Vuelta a Aragón (Benasque > Monzón)
2ª tappa Tour de Romandie (Le Locle > Estavayer)
3ª tappa Tour de Romandie (Estavayer-le-Lac > Monthey)
5ª tappa, 1ª semitappa Tour de Romandie (Montreux > Nyon)
1ª tappa Giro d'Italia (Venezia > Venezia)
2ª tappa Giro d'Italia (Mestre > Cervia)
3ª tappa Giro d'Italia (San Marino > Arezzo)
10ª tappa Giro d'Italia (Castrovillari > Taranto)
22ª tappa Giro d'Italia (Boario Terme > Milano)
1ª tappa Tour de France (Rouen > Forges-les-Eaux)
2ª tappa Tour de France (Saint-Valery-en-Caux > Vire)
- 1998 (Saeco, tredici vittorie)

Gran Premio Costa degli Etruschi
3ª tappa Tour Méditerranéen (Trets > Rognac)
5ª tappa Giro d'Italia (Orbetello > Frascati)
7ª tappa Giro d'Italia (Montella > Matera)
8ª tappa Giro d'Italia (Matera > Lecce)
10ª tappa Giro d'Italia (Vasto > Macerata)
1ª tappa Volta Ciclista a Catalunya (Vila-seca > La Pineda)
2ª tappa Volta Ciclista a Catalunya (Port Aventura > El Vendrell)
3ª tappa Volta Ciclista a Catalunya (El Vendrell > Barcellona)
4ª tappa Volta Ciclista a Catalunya (Fàbrica La Piara > Manlleu)
5ª tappa Tour de France (Cholet > Châteauroux)
6ª tappa Tour de France (La Châtre > Brive-la-Gaillarde)
Millemetri del Corso di Mestre
- 1999 (Saeco, quindici vittorie)

4ª prova Challenge de Mallorca (Trofeo Manacor)
5ª prova Challenge de Mallorca (Trofeo Cala Millor)
Trofeo Luis Puig
3ª tappa Tirreno-Adriatico (Santa Maria Capua Vetere > Luco dei Marsi)
5ª tappa Tour de Romandie (Sion > Ginevra)
2ª tappa Giro d'Italia (Noto > Catania)
10ª tappa Giro d'Italia (Ancona > Sansepolcro)
12ª tappa Giro d'Italia (Cesenatico > Sassuolo)
17ª tappa Giro d'Italia (Lumezzane > Castelfranco Veneto)
1ª tappa Volta Ciclista a Catalunya (Vila-seca > Tortosa)
2ª tappa Volta Ciclista a Catalunya (Tortosa > Vilanova i la Geltrú)
4ª tappa Tour de France (Laval > Blois)
5ª tappa Tour de France (Bonneval > Amiens)
6ª tappa Tour de France (Amiens > Maubeuge)
7ª tappa Tour de France (Avesnes-sur-Helpe > Thionville)
- 2000 (Saeco, sei vittorie)

Gran Premio Costa degli Etruschi
5ª tappa Tour Méditerranéen (La Seyne-sur-Mer > Marsiglia)
5ª tappa, 1ª semitappa Volta a la Comunitat Valenciana (Castellón de la Plana > Valencia)
1ª tappa Tour de Romandie (Locarno > Le Bouveret)
5ª tappa Tour de Romandie (Aigle > Ginevra)
4ª tappa Giro d'Italia (Scalea > Matera)
- 2001 (Saeco, nove vittorie)

Giro della Provincia di Siracusa
1ª tappa Vuelta a Aragón (Huesca > Barbastro)
5ª tappa Vuelta a Aragón (Calamocha > Saragozza)
4ª tappa Giro del Trentino (Malcesine > Arco)
5ª tappa Tour de Romandie (Saxon > Ginevra)
6ª tappa Giro d'Italia (Nettuno > Rieti)
9ª tappa Giro d'Italia (Reggio Emilia > Rovigo)
19ª tappa Giro d'Italia (Alba > Busto Arsizio)
21ª tappa Giro d'Italia (Arona > Milano)
- 2002 (Acqua e Sapone, quattordici vittorie)

2ª tappa Tour Méditerranéen (Bouc-Bel-Air > Le Cannet)
7ª tappa Tirreno-Adriatico (San Benedetto del Tronto > San Benedetto del Tronto)
Milano-Sanremo
Gand-Wevelgem
1ª tappa Giro d'Italia (Groningen > Münster)
3ª tappa Giro d'Italia (Verviers > Esch-sur-Alzette)
9ª tappa Giro d'Italia (Tivoli > Caserta)
15ª tappa Giro d'Italia (Terme Euganee > Conegliano)
18ª tappa Giro d'Italia (Rovereto > Brescia)
20ª tappa Giro d'Italia (Cantù > Milano)
3ª tappa Vuelta a España (San Vicente del Raspeig > Murcia)
4ª tappa Vuelta a España (Águilas > Roquetas de Mar)
7ª tappa Vuelta a España (Jaén > Malaga)
Campionati del mondo, prova in linea (Zolder)
- 2003 (Domina Vacanze, quattro vittorie)

1ª tappa Tirreno-Adriatico (Sabaudia > Sabaudia)
3ª tappa Tirreno-Adriatico (Tarquinia > Foligno)
8ª tappa Giro d'Italia (Rieti > Arezzo)
9ª tappa Giro d'Italia (Arezzo > Montecatini Terme)
- 2004 (Domina Vacanze, due vittorie)

4ª tappa Tour Méditerranéen (Gréasque > Marignane)
2ª tappa Tour de Georgia (Columbus)
- 2005 (Liquigas, due vittorie)

4ª tappa Tour of Qatar (Al Zubarah > Doha Landmark)
Giro della Provincia di Lucca

#### Altri successi
- 1985 (Juniores)

Campionati del mondo, cronosquadre juniores
- 1989 (Del Tongo)

Circuito di Firenze (Criterium)
- 1990 (Del Tongo)

Circuito di Firenze (Criterium)
- 1991 (Del Tongo)

Circuito di Fivizzano (Criterium)
- 1992 (GB)

Classifica sprint Quatre Jours de Dunkerque
Classifica punti Giro d'Italia
Classifica squadre Giro d'Italia
Circuito di Massa Macinaia (Criterium)
- 1993 (GB)

4ª tappa Tour de France (Dinard > Avranches, cronosquadre)
Circuito di Massa Macinaia (Criterium)
Draai van de Kaai-Roosendaal (Criterium)
- 1994 (Mercatone Uno)

Circuito di Massa Macinaia (Criterium)
- 1995 (Mercatone Uno)

Profronde van Oostvoorde (Criterium)
- 1996

Circuito di Firenze (Criterium)
Classifica a punti Vuelta a Aragón
- 1997 (Saeco)

Classifica a punti Giro d'Italia
Circuito di Firenze (Criterium)
- 1998

Circuito di Firenze (Criterium)
Ichtegem (Criterium)
Steenwick (Criterium)
- 1999 (Saeco)

Nacht von Hannover (Criterium)
Peperbus Profspektakel van Zwolle (Criterium)
- 2000 (Saeco)

Classifica a punti Tour de Romandie
Circuito di Campi Bisenzio (Criterium)
Graz (Criterium)
Vienna (Criterium)
- 2001 (Saeco)

Premio Azzurri d'Italia Giro d'Italia
Trofeo Bonacossa Giro d'Italia
Circuito di Lariano (Criterium)
Circuito di Campi Bisenzio (Criterium)
Bavikhove (Criterium)
- 2002 (Acqua e Sapone)

Classifica a punti Giro d'Italia
Premio Azzurri d'Italia Giro d'Italia
Trofeo Bonacossa Giro d'Italia

### Pista
- 1999

Sei giorni delle Rose (con Andrea Collinelli)

## Piazzamenti

### Grandi Giri
- Giro d'Italia

1989: non partito (14ª tappa)
1990: 142º
1991: 124º
1992: 126º
1995: ritirato (13ª tappa)
1996: non partito (19ª tappa)
1997: 89º
1998: ritirato (17ª tappa)
1999: non partito (18ª tappa)
2000: non partito (13ª tappa)
2001: 107º
2002: 100º
2003: non partito (12ª tappa)
2004: non partito (7ª tappa)
- Tour de France

1992: ritirato (7ª tappa)
1993: fuori tempo massimo (11ª tappa)
1995: non partito (10ª tappa)
1996: non partito (5ª tappa)
1997: ritirato (7ª tappa)
1998: ritirato (9ª tappa)
1999: ritirato (9ª tappa)
2004: non partito (6ª tappa)
- Vuelta a España

1994: non partito (3ª tappa)
1997: non partito (2ª tappa)
2000: squalificato (5ª tappa)
2002: ritirato (8ª tappa)
2003: non partito (2ª tappa)

### Classiche monumento
- Milano-Sanremo

1991: 14º
1992: 41º
1993: 10º
1994: 2º
1995: 27º
1996: 7º
1997: 108º
1998: 81º
1999: 99º
2000: 43º
2001: 2º
2002: vincitore
2003: 4º
2004: 109º
2005: 36º
- Giro delle Fiandre

1991: 31º
1992: 54º
1995: 24º
1996: 31º
1997: ritirato
2001: 69º
2002: 9º
2003: ritirato
- Parigi-Roubaix

1991: 34º
1992: 69º

### Competizioni mondiali
- Campionati del mondo

Zolder 2002 - In linea: vincitore
- Giochi olimpici

Atlanta 1996 - In linea: 82º

## Riconoscimenti
- Memorial Gastone Nencini nel 1989
- Atena d'Argento nel 1999
- Guirlande d'Honneur nel 2000
- Vélo d'Or della rivista Vélo Magazine nel 2002
- Mendrisio d'Oro del Velo Club Mendrisio nel 2002
- Giglio d'Oro nel 2002
- Premio Speciale del Comitato Viareggio Sport nel 2010[29]
- Premio Vincenzo Torriani nel 2011
- Inserito nella Top ten sprinters of all time della rivista Cyclingnews nel 2011[30]
- Premio alla carriera della rivista TuttoBici nel 2011
- Ciminiera d'Argento
- Iscritto sul Muretto di Alassio
- Premio alla carriera Alessandro Mazzinghi per meriti sportivi 3 Ottobre 2022

## Cinema e TV
- Bagnomaria di Giorgio Panariello (1999)
- Ballando con le stelle (2005)
- Si può fare! (2015)